# Imperial March (Elgar)
Imperial March op32 est une pièce pour grand orchestre composée par Edward Elgar pour célébrer le jubilé de diamant de la reine Victoria (en) en 1897.
En 1896 l'éditeur Novello lui demandé d'écrire une « Marche impériale » pour l'occasion, ainsi qu'une cantate basée sur l'histoire de Saint-Georges et le Dragon. La première représentation de la marche a lieu lors d'un concert au Crystal Palace le 19 avril 1897 dirigée par August Manns (en). Elle est jouée de nouveau par une fanfare au Crystal Palace une semaine plus tard, lors d'une Royal Garden Party le 28 juin (le véritable anniversaire du couronnement de la reine), lors d'un State Concert le 18 juin et à l'Albert Hall (par le Royal Artillery Band) le 24 octobre. Cette œuvre a fait connaitre Elgar à Londres.

## Instrumentation
L'œuvre est écrite pour un orchestre composé de deux flûtes, deux hautbois, deux clarinettes, deux bassons, un contrebasson, quatre cors, deux trompettes, trois trombones, un tuba, trois timbales, percussions (grosse caisse, cymbales et caisse claire) et cordes.

## Structure
Pomposo 4/4 si bémol majeur

Ex. 1. L'ouverture, calme et noble, se développe de manière festive et animée :
Ex. 2. Dans la section médiane, en mi bémol majeur, les violons et les clarinettes introduisent un nouveau thème de développement :
Après la récapitulation de l'Ex. 1, Ex. 2 mène à la coda, qui utilise principalement Ex. 1 et conclut magnifiquement l'ouvrage.
La durée moyenne de l'interprétation est cinq minutes.
 